# Агрен, Сигрид
Сигрид Aнна Агрен  (фр. Sigrid Anna Agren; родилась 24 апреля 1991, Мартиника) — французская топ-модель.
Родилась в 1991 году на острове Мартиника, заморском департаменте Франции. Мать — француженка, отец — швед. В возрасте тринадцати лет стала победительницей конкурса организованного модельным агентством Elite Model Look в Париже, и вместе с двумя другими французским победительницами отправилась на финальный конкурс в Шанхай, где заняла второе место, уступив первенство своей соотечественнице, так же впоследствии известной модели — Шарлотт ди Калипсо. По завершении конкурса подписала контракт с модельным агентством Elite Model Look, однако приняла решение, отложить карьеру модели до окончания школы. В 2008 году вернулась на подиум, дебютировав на неделе высокой моды в Нью-Йорке на показе Prada. В 2009 году стала лицом торговой марки Prada.
В различное время принимала участие в показах: Alberta Ferretti, Alessandro Dell'Acqua, Alexander McQueen, Antonio Berardi, Balenciaga, BCBG Max Azria, Bottega Veneta, Calvin Klein, Carolina Herrera, Chanel, Chloe, Christian Dior, Costume National, D&G, Derek Lam, Diane Von Furstenberg, Donna Karan, Dries van Noten, Emanuel Ungaro, Emilio Pucci, Etro, Fendi, Giambattista Valli, Gianfranco Ferre, Gucci, Haider Ackermann, Hermes, Herve Leger, Jil Sander, John Galliano, Jonathan Saunders, Karl Lagerfeld, Kenzo, Lacoste, Lanvin, Loewe, Louis Vuitton, Marc Jacobs, Marni, Matthew Williamson, Max Azria, Michael Kors, Missoni, Miu Miu, Narcisco Rodriguez, Nina Ricci, Ohne Titel, Phi, Prada, Preen, Proenza Schouler, Rag & Bone, Rick Owens, Roberto Cavalli, Rue du Mail, Ruffian, Sonia Rykiel, Sophia Kokosalaki, Stella McCartney, Thakoon, Valentino, Versace, Yohji Yamamoto, Yves Saint Laurent, Zac Posen и других.
В 2013 и 2014 годах  была приглашена на итоговые показы компании «Victoria’s Secret».